# Universität von Macau
Die Universität von Macau (chinesisch 澳門大學, Pinyin Àomén Dàxué, Yale O Mun Dai Hok), 1981 als Universität von Ostasien gegründet, ist eine öffentlich-rechtliche Universität der chinesischen Sonderverwaltungszone Macau. Der Campus befindet sich im Osten der Insel Hengqin (Provinz Guangdong, Festlandchina) auf einem 109 Hektor großem Gelände, welches der Sonderverwaltungszone Macau verpachtet und in ihre Zuständigkeit übertragen wurde.
Die Universität bietet derzeit über 100 Studienprogramme auf Englisch, Portugiesisch, Hochchinesisch und Japanisch an und ist die bedeutendste Bildungseinrichtung Macaus.
Im Jahr 2011 hatte die Universität mehr als 8000 Vollzeitstudenten aus 41 Ländern und ist damit die größte Universität in Macau. Sie hat neun Partnerschaftsabkommen mit deutschen Universitäten.

## Organisation
Die Universität ist in 7 Fakultäten und eine Anzahl von Abteilungen ohne Fakultätsstatus untergliedert.

### Fakultäten
- Fakultät für Geisteswissenschaften
- Fakultät für Betriebswirtschaft
- Fakultät für Bildungswissenschaften
- Fakultät für Gesundheitswissenschaften
- Rechtswissenschaftliche Fakultät
- Fakultät für Naturwissenschaften und Technik
- Fakultät für Sozialwissenschaften

### Abteilungen ohne Fakultätsstatus
- Institut für Angewandte Physik und Werkstofftechnik
- Institut für Chinesische Medizinische Wissenschaften
- Institut für kollaborative Innovation
- Institut für Mikroelektronik
- Zentrum für Macau-Studien
- Asien-Pazifik-Akademie für Wirtschaft und Management
- Staatliches Schlüssellabor für Qualitätsforschung in der Chinesischen Medizin
- Staatliches Schlüssellabor für Analog and Mixed-Signal Sehr umfangreiche Integration
- Staatliches Schlüssellabor für Internet der Dinge für Smart City